# 1908 a filmművészetben

## Események
- Thomas Alva Edison megalapítja  a Motion Picture Patents Company-t,
- D. W. Griffith rendezni kezd az American Mutoscope and Biograph Company-nál New Yorkban. 1908 és 1913 között, Griffith közel 500 filmet rendezett itt
- Az In the Sultan's Power az első film, ami teljesen Los Angelesben készült. A filmet Francis Boggs rendezte.
- Ungerleider Mór megalapítja a Projectograph nevű filmkölcsönző céget. Március 15-én létrehozza a Mozgófénykép Híradó című lapot.
- május 5. – Ítélet születik a filmtörténet első szerzői jogi perében. Az USA-ban 25 ezer dollár büntetésre ítélik a Kalem Pictures Company-t. Sidney Olcott a szerző (W.Y oung) előzetes engedélye nélkül vitte vászonra a Ben Hurt.
- június – Az I. Nemzetközi Kinematográfiai Kiállításon Hamburgban 82 cég vesz részt. Vetítőket, technikai újdonságokat, nézőtéri berendezéseket egyaránt bemutatnak.
- július 7. – a párizsi törvényszék kimondja, hogy a szerzői jogok védelme a filmeket is megilleti.
- december 18. – Az USA vezető filmgyártói létrehozzák az első filmtrösztöt, a  Motion Pictures Patens Company-t. A vállalkozásnak monopoljoga van a vetítők és a felvevőgépek szabadalmaira.
- Georges Méliès egy filmtechnikai kongresszuson elfogadtatja a film perforálásának nemzetközi szabványát.

## Filmbemutatók
- The Fairylogue and Radio-Plays – rendezte: Otis Turner
- In the Sultan's Power – rendezte: Francis Boggs
- Way Down East – rendezte: Sidney Olcott
- Guise herceg meggyilkolása André Calmettes

## Születések
| Hónap      | Nap | Név                           | Szakma                                     | Meghalt |
| ---------- | --- | ----------------------------- | ------------------------------------------ | ------- |
| Január     | 10  | Paul Henreid                  | színész, rendező                           | 1992    |
| Január     | 10  | Bernard Lee                   | színész                                    | 1981    |
| Január     | 11  | Lionel Stander                | színész                                    | 1994    |
| Január     | 12  | Jean Delannoy                 | rendező                                    | 2008    |
| Január     | 16  | Ethel Merman                  | színésznő, énekes                          | 1984    |
| Február    | 4   | Gwili Andre                   | színésznő                                  | 1959    |
| Február    | 17  | Buster Crabbe                 | színész, olimpiai bajnok úszó              | 1983    |
| Február    | 11  | Philip Dunne                  | filmrendező, forgatókönyvíró               | 1992    |
| Február    | 13  | Szilassy László               | színész                                    | 1972    |
| Február    | 18  | Alekszandr Grigorjevics Zarhi | forgatókönyvíró, filmrendező               | 1997    |
| Február    | 22  | John Mills                    | színész                                    | 2005    |
| Február    | 26  | Tex Avery                     | animátor, rajzfilmes, filmrendező          | 1980    |
| Március    | 5   | Rex Harrison                  | színész                                    | 1990    |
| Március    | 7   | Anna Magnani                  | színésznő                                  | 1973    |
| Március    | 17  | Brigitte Helm                 | színésznő                                  | 1996    |
| Március    | 20  | Michael Redgrave              | színész                                    | 1985    |
| Március    | 26  | Ráthonyi Ákos                 | filmrendező, forgatókönyvíró               | 1969    |
| Április    | 2   | Buddy Ebsen                   | színész                                    | 2003    |
| Április    | 5   | Bette Davis                   | színésznő                                  | 1989    |
| Április    | 15  | Lita Grey                     | színésznő                                  | 1995    |
| Április    | 22  | Eddie Albert                  | színész                                    | 2005    |
| Április    | 30  | Eve Arden                     | színésznő                                  | 1990    |
| Május      | 6   | Lucien Ballard                | operatőr                                   | 1988    |
| Május      | 20  | James Stewart                 | színész                                    | 1997    |
| Május      | 20  | Louis Daquin                  | színész, filmrendező, forgatókönyvíró      | 1980    |
| Május      | 26  | Robert Morley                 | színész                                    | 1992    |
| Május      | 30  | Mel Blanc                     | színész                                    | 1989    |
| Május      | 31  | Don Ameche                    | színész                                    | 1993    |
| Május      | 31  | Nils Poppe                    | színész, forgatókönyvíró                   | 2000    |
| Június     | 10  | Robert Cummings               | színész                                    | 1990    |
| Június     | 24  | Marina Ladinyina              | színésznő                                  | 2003    |
| Július     | 1   | Peg Entwistle                 | színésznő                                  | 1932    |
| Július     | 4   | Juhász József                 | színésznő                                  | 1974    |
| Július     | 12  | Milton Berle                  | színész                                    | 2002    |
| Július     | 12  | Jeney Imre                    | filmrendező, forgatókönyvíró               | 1996    |
| Július     | 18  | Lupe Vélez                    | mexikói-amerikai színésznő, táncosnő       | 1944    |
| Augusztus  | 21  | Feleki Kamill                 | színész                                    | 1993    |
| Szeptember | 4   | Edward Dmytryk                | filmrendező, filmproducer, forgatókönyvíró | 1999    |
| Szeptember | 13  | Mae Questel                   | színésznő                                  | 1998    |
| Szeptember | 15  | Penny Singleton               | színésznő                                  | 2003    |
| Szeptember | 25  | Jacqueline Audry              | filmrendező                                | 1977    |
| Október    | 5   | Joshua Logan                  | rendező                                    | 1988    |
| Október    | 5   | Cecilia de Mille              | rendező                                    | 1984    |
| Október    | 6   | Carole Lombard                | színésznő                                  | 1942    |
| Október    | 28  | Albert Maltz                  | forgatókönyvíró                            | 1985    |
| November   | 5   | Sulyok Mária                  | színésznő                                  | 1987    |
| November   | 16  | Burgess Meredith              | színész                                    | 1997    |
| December   | 11  | Sally Eilers                  | színésznő                                  | 1978    |
| December   | 11  | Manoel de Oliveira            | filmrendező, forgatókönyvíró               | 2015    |
| December   | 14  | Szepes Mária                  | színésznő, forgatókönyvíró                 | 2007    |
| December   | 18  | Celia Johnson                 | színésznő                                  | 1982    |
| December   | 20  | Dennis Morgan                 | színész, énekes                            | 1994    |
| December   | 25  | Helen Twelvetrees             | színésznő                                  | 1958    |
| December   | 28  | Lew Ayres                     | színész                                    | 1996    |
| December   | 29  | Claire Dodd                   | színésznő                                  | 1973    |